# Никоново (Ржевский район)
Никоново — опустевшая деревня в Ржевском районе Тверской области, входит в состав сельского поселения «Итомля».

## География
Деревня находится на берегу речки Орча в 33 км на запад от центра сельского поселения деревни Итомля и в 66 км на северо-запад от города Ржева.

## История
В конце XIX — начале XX века деревня являлась центром Никоновской волости Ржевского уезда Тверской губернии.
С 1929 года деревня входила в состав Овчинниковского сельсовета Молодотудского района Ржевского округа Западной области, с 1935 года — в составе Калининской области, с 1958 года — в составе Ржевского района, с 1994 года — в составе Трубинского сельского округа, с 2005 года — в составе сельского поселения «Шолохово», с 2013 года — в составе сельского поселения «Итомля».

## Население
| 1859 | 1883 | 2002 | 2008 | 2010 |
| ---- | ---- | ---- | ---- | ---- |
| 77   | ↗83  | ↘2   | ↘1   | ↘0   |